# Holochilus lagigliai
Holochilus lagigliai — вид ссавців гризунів родини Cricetidae. Є ендеміком північної Аргентини. Це великий вид Holochilus. Його було описано в 2013 році з розсіченого зразка, який був спійманий на початку 1955 року. Шерсть на спині червонувато-коричнева, а черевна область більш білувата. Вид був названий на честь аргентинського археолога і натураліста Умберто Антоніо Лагілья.